# Marvin Gaye
Marvin Gaye, rodným jménem Marvin Pentz Gay, Jr. (2. dubna 1939 – 1. dubna 1984), byl americký soulový zpěvák, původem z Washingtonu.

## Hudební kariéra
Na prvních studiových nahrávkách se objevil v roce 1957 jako člen skupiny Marquees, v roce 1960 odešel do Detroitu, aby vydal svoji první sólovou nahrávku. Deska Let Your Conscience Be Your Guide však neuspěla a podobný osud stihl i debut Soulful Moods. Naopak velký úspěch slavil první singl z druhé desky s názvem „Stubborn Kind Of Fellow“, který napsal společně s Williamem Stevensonem a Georgem Gordym.
Často zpíval i duety, nejznámější byl ve dvojici s Tammi Terrellovou v letech 1967–1969. Terrellová však v roce 1970 zemřela na mozkový nádor, a přestože tím byl značně psychicky zničený, nahrál jednu ze svých nejúspěšnějších desek What's Going On s velmi úspěšným stejnojmenným singlem. Od nahrávací společnosti Motown Records obdržel naprostou hudební svobodu a také 1 milion dolarů. Tento výdělek mu zajistil postavení tehdy nejlépe placeného zpěváka černé pleti. Albem Let's Get It On pokračoval ve velmi úspěšném období (největší hity: „Come Get to This“, „You Sure Love to Ball“ a „Distant Lover“). Nejlepší hudební léta pomyslně završil nahrávkou Live at the London Palladium (více než 2 miliony prodaných kusů).
Přes komerční úspěchy desek ve 2. polovině 70. let měl značné osobní problémy (drogy, finanční těžkosti atd.). V roce 1981 přešel od firmy Motown k CBS (Columbia Records), kde v následujícím roce natočil úspěšný singl „(Sexual) Healing a album Let's Get It On“ (1973). Dne 1. dubna 1984 ho při hádce zastřelil vlastní otec.

## Diskografie
- 1961 Soulful Moods
- 1963 That Stubborn Kinda Fellow
- 1964 When I’m Alone I Cry
- 1964 Together (mit Mary Wells)
- 1965 A Tribute to the Great Nat King Cole
- 1965 Moods Of Marvin Gaye
- 1966 Take Two
- 1966 Marvin Gaye & Kim Weston
- 1967 United
- 1968 You’re All I Need
- 1968 In The Groove (I Heard It Through The Grapevine)
- 1969 MPG
- 1969 Easy
- 1970 That’s The Way Love Is
- 1971 What’s Going On
- 1972 Trouble Man
- 1973 Diana and Marvin
- 1973 Let’s Get It On
- 1976 Live
- 1976 I Want You
- 1977 Live At London Palladium
- 1978 Here, My Dear
- 1981 In Our Lifetime
- 1982 Midnight Love
- 1982 Sexual Healing
- 1983 Every Great Motown Hit Of Marvin Gaye
- 1985 Dream Of A Lifetime
- 1985 Romantically Yours

## Filmografie
- 1965 The T.A.M.I. Show
- 1969 The Ballad of Andy Crocker
- 1971 Chrome & Hot Leather
- 1972 Trouble Man
- 1973 Save the Children